# Rhaphium sachalinense
Rhaphium sachalinense är en tvåvingeart som beskrevs av Negrobov 1979. Rhaphium sachalinense ingår i släktet Rhaphium och familjen styltflugor. Inga underarter finns listade i Catalogue of Life.